# Little Bird (comics)
Little Bird (« Petit Oiseau ») est une bande dessinée de science-fiction écrite par le Canadien Darcy Van Poelgeest et dessinée par l'Américain Ian Bertram. Elle est publiée en 2019 par l'éditeur américain Image Comics d'abord comme mini-série de cinq comic books, puis en recueil.
Cette bande dessinée d'anticipation se déroule dans un Canada dévasté depuis plusieurs décennies par la guerre et dirigé par l'Empire américain, un État fasciste et théocratique. Elle suit une adolescente métisse de douze ans surnommée « Petit Oiseau » qui, après le massacre du groupe de la Résistance canadienne auquel sa famille et elle appartenait, se dirige vers le Grand Nord à la recherche de La Hache, seul homme capable de renverser L'Évêque et sa dictature.
En juillet 2020, Little Bird reçoit le prix Eisner de la meilleure mini-série.

## Distinctions
- 2020 : Prix Eisner de la meilleure mini-série